# Vyvraždění rodiny Wattsových
K vyvraždění rodiny Wattsových došlo v časných ranních hodinách dne 13. srpna 2018 v americkém městě Frederick, okrese Weld County ve státě Colorado. Christopher Lee Watts (narozen 16. května 1985) se přiznal k vraždě své těhotné manželky Shan'ann Cathryn Wattsové (rozené Rzucek; narozené 10. ledna 1984) uškrcením. Později se přiznal, že zabil také jejich společné dcery, čtyřletou Bellu a tříletou Celeste, tím, že je udusil přitlačením deky přes hlavu. Dne 6. listopadu 2018 se Watts v rámci dohody o přiznání viny přiznal k několikanásobné vraždě prvního stupně, když byl z vynášení rozsudků vyřazen trest smrti (který byl později v Coloradu v roce 2020 zrušen). Byl odsouzen k pěti doživotním trestům bez možnosti podmínečného propuštění, z nichž tři si má odpykat postupně.

## Pozadí
Christopher Watts a Shan'ann Rzucek pocházeli ze Severní Karolíny – Christopher ze Spring Lake a Shan'ann z Aberdeenu. Seznámili se v roce 2010 a podle online zdrojů se vzali 3. listopadu 2012 v okrese Mecklenburg. Pár měl dvě dcery: Bella Marie Wattsová (narozená 17. prosince 2013) a Celeste Cathryn „CeCe” Wattsová (narozená 17. července 2015). V době své smrti byla Shan'ann v patnáctém týdnu těhotenství se synem, který měl dostat jméno Nico.
Rodina Wattsových žila v domě s pěti ložnicemi ve Fredericku v Coloradu, který koupila v roce 2013, ale v roce 2015 vyhlásila osobní bankrot. Christopher byl zaměstnán u společnosti Anadarko Petroleum, zatímco Shan'ann pracovala z domova a prodávala produkty „Thrive“ pro multi-level marketingovou společnost „Le-Vel“.

## Zmizení
Přibližně v 1:48 ráno 13. srpna 2018 vezla Shan'ann, která se vracela ze služební cesty z Arizony domů, její kamarádka a kolegyně Nickole Utoft Atkinsonová. Christopher byl doma s jejich dcerami. Později téhož dne nahlásila pohřešování Shan'ann a dívek právě Atkinsonová, která začala být znepokojena, když Shan'ann zmeškala plánované vyšetření u gynekologa a neodpovídala ani na její textové zprávy. Poté, co Shan'ann navíc zmeškala pracovní schůzku, se Atkinsonová vydala do bydliště Wattsových a to kolem času 12:10. Když zvonek a klepání na dveře zůstaly bez odezvy, informovala Atkinsonová Christophera Wattse, který byl v práci, a zavolala také na místní policejní oddělení ve Fredericku.
Policista z Fredericku přijel provést kontrolu asi ve 13:40. Během kontroly dal Watts policistovi svolení k prohledání domu, kde byl nalezen nezraněný rodinný pes, ale po Shan'ann ani dívkách nebyly nalezeny žádné stopy. Při prohlídce byla objevena Shan'annina kabelka s telefonem a klíči. Její auto, ve kterém byly stále ještě autosedačky dívek, bylo v garáži. Shan'annin snubní prsten byl nalezen na nočním stolku u postele.
Následujícího dne se do vyšetřování zapojily FBI a Coloradský úřad pro vyšetřování (CBI). Christopher nejprve policii řekl, že netuší, kde by mohla být jeho rodina, a že svou ženu neviděl od 5:15 ráno předchozího dne, kdy odešel do práce. Před domem poskytl rozhovory denverským stanicím KMGH-TV a KUSA-TV a prosil o návrat své ženy a dcer. Během rozhovoru bylo na pozemku slyšet vyšetřovatele s pátracími psy.

## Soudní řízení

### Zatčení a obvinění
Christopher Watts byl zatčen v pozdních večerních hodinách dne 15. srpna 2018. Podle prohlášení o zatčení a záznamu z bezpečnostní kamery ve výslechové místnosti neprošel testem na detektoru lži a následně se k vraždě Shan'ann přiznal. Před přiznáním požádal o rozhovor se svým otcem. Podle místopřísežného prohlášení měl Christopher poměr a tvrdil, že požádal o odloučení od Shan'ann. Během vyšetřování tvrdil, že Shan'ann v reakci na jeho žádost o rozchod jejich dvě dcery uškrtila a že on ji poté v záchvatu vzteku uškrtil a těla všech pak převezl na odlehlé ropné skladiště pronajaté jeho zaměstnavatelem, společností Anadarko Petroleum.
Christopher byl společností propuštěn 15. srpna, tedy v den svého zatčení. Úřady nalezly těla rodiny Wattsových na pozemku společnosti Anadarko Petroleum 16. srpna. Těla dívek byla nalezena v nádržích na surovou ropu, zatímco Shan'ann byla pohřbena v nedalekém mělkém hrobě.
Dne 21. srpna byl Christopher obviněn ze tří případů vraždy prvního stupně, včetně dalšího jednoho případu za každé dítě uvedeného jako „smrt dítěte, které ještě nedosáhlo 12 let a obžalovaný byl v důvěryhodném postavení”, nezákonného přerušení těhotenství a tří případů manipulace s tělem zemřelého. Při prvním soudním jednání mu byla kauce zamítnuta. Při pozdějším slyšení byla jeho kauce stanovena na 5 milionů dolarů, přičemž by musel složit nejméně 15 %, aby byl propuštěn.
Případ byl v médiích spojován s trestným činem vyhlazení rodiny („familicidě“ a „filicidě“). K mnoha těmto trestným činům dochází v srpnu, před začátkem školy, což může zpozdit jejich odhalení a vyšetřování. Podle bývalé profilovačky FBI Candice DeLongové jsou případy, jako je ten Wattsův, vzácné, protože „vyhlazovači rodin obvykle po vraždách spáchají sebevraždu”, což je čin, který Christopher podle svého tvrzení zvažoval z pocitu viny za své činy.
V rozhovoru pro Dr. Phila Christopherův právník tvrdil, že k vraždě Shan''ann došlo po hádce týkající se rozvodu. V průběhu vraždy se k páru přiblížila dcera Bella. Christopher jí poté řekl, že Shan'ann je nemocná. Naložil Shan'annino tělo a dívky bez autosedaček na zadní sedadlo svého pracovního vozu. Tam později dívky jednu po druhé udusil dekou.

### Dohoda o přiznání viny a vynesení rozsudku
Christopher se 6. listopadu k vraždě nakonec přiznal. Trest smrti nebyl okresním prokurátorem navržen na žádost Shan'anniny rodiny, která si již nepřála další úmrtí. Podpořili jeho rozhodnutí přijmout dohodu o přiznání viny. Dne 19. listopadu byl odsouzen k pěti doživotním trestům – třem po sobě jdoucím a dvěma souběžným - bez možnosti podmínečného propuštění. Dostal dalších 48 let za nezákonné přerušení Shan'annina těhotenství a 36 let za tři obvinění z manipulace s tělem zemřelého. Výkon trestu nastoupil okamžitě.
Dne 3. prosince 2018 byl Christopher z „bezpečnostních důvodů” přemístěn na místo mimo stát. Dne 5. prosince dorazil do Dodge Correctional Institution, věznice s maximální ostrahou ve Waupunu ve Wisconsinu, aby pokračoval ve výkonu doživotního trestu.

## Ohlasy v médiích
V prosincovém díle zpravodajského pořadu 20/20 televize ABC News z roku 2018 byli poprvé od vraždy vyzpovídáni Shan'annini rodiče. Televize HLN odvysílala tentýž měsíc speciální reportáž s názvem Rodinný masakr. V ní byly odhaleny záběry Christophera z policejních osobních kamer a bezpečnostních kamer ve výslechové místnosti policejní stanice. V záznamu rozhovoru, který CBI zveřejnila s Christopherovou milenkou Nichol Kessingerovou, odhalila změny jeho chování ve dnech před vraždami.
V epizodě americké talk show Dr. Phil z prosince 2018 se Dr. Phil radil se čtyřmi odborníky na kriminalitu: bývalou státní zástupkyní a televizní novinářkou Nancy Graceovou, bývalou profilovačkou FBI Candice DeLongovou, konzultantem v oblasti vymáhání práva Stevem Kardianem a odbornicí na řeč těla Susan Constantinovou. Odborníci analyzovali motivaci, tajný život a profilování Christophera Wattse. V lednové epizodě talk show The Dr. Oz Show v roce 2019 se k jeho případu vyjádřil soused, který pomáhal při vyšetřování zmizení Wattsové a jejich dcer a který byl vyzpovídán ve studiu.

### Dopisy z vězení
V červnu 2021 přinesl časopis Inside Edition další písemné přiznání Chrise Wattse adresované kamarádovi. V několika dopisech Watts vysvětloval, že vraždu plánoval několik týdnů a že oxytocin, který byl nalezen v Shan'annině těle, jí podal on v naději, že ukončí její těhotenství. „Myslel si, že bude snazší být s Nichol, když Shan'ann nebude těhotná”. V případě „Nichol“ se jednalo o jeho milenku Nichol Kessingerovou, kolegyni z práce a milenku, se kterou plánoval společnou budoucnost. Ve své současné rodině spatřoval jakousi překážku, kterou se rozhodnul „odstranit“. Nabídl také nové podrobnosti o vraždě svých dcer: pokusil se je doma v posteli udusit, ale nepodařilo se mu to.
Watts vše v dopise podrobně popsal:
„Když začala být malátná, tak jsem nějak věděl, jak jí zmáčknout krční žíly, až se jí přerušil přítok krve do mozku a pak odpadla.“ (…) „Její oči se naplnily krví, když se na mě dívala a zemřela. Věděl jsem, že je po ní, když povolila.“
V těchto dopisech Watts přiznal, že se po hádce se Shan'ann neúspěšně pokusil udusit jejich malé dcery „polštářem z jejich postele“. Napsal, že obě holčičky nabyly vědomí a vstaly z postele traumatizované a s modřinami poté, co zabil Shan'ann, která byla v 15. týdnu těhotenství. Watts uvedl, že věděl, že je zabije, ale „neudělal nic, aby tomu zabránil“, a cítil se „šílený“, když zjistil, že jsou stále naživu. Vyděšené děti našly Wattse, jak zavinuje jejich maminku do prostěradla, stálo v jednom z dopisů. Watts jim prý řekl, že se Shan''ann necítí dobře, a pak její bezvládné tělo odtáhl po schodech dolů a do svého auta. Poté odvezl svou mrtvou ženu a dvě vyděšené dcery na odlehlé ropné pole patřící jeho zaměstnavateli, společnosti Anadarko, a vzal si s sebou oběd, lopatu, hrábě a kanystr s benzínem. Poté, co Watts pohodil ostatky své ženy na zem, udusil malou Celeste její vlastní dekou, zatímco její sestra se dívala, a pak její tělo vhodil dvaceticentimetrovým poklopem do jedné z ropných nádrží. Watts řekl, „že malá tichá Bella měla vůli žít“ a jako jediná se mu postavila na odpor, když říkala „Tati, ne!”, když ji zabíjel. Trval na tom, že obě dívky byly mrtvé, když je do ropných nádrží vtlačil. Průměr otvorů byl užší než ramena dívek, a tak musel použít sílu, aby je do nádrží vměstnal. Pitva Belly mj. zjistila exkoriace o velikosti 13 × 3 cm na levé hýždi, abraze na levé straně trupu a modřínu na levém rameni. Tato zranění byla způsobena právě násilným vtlačením do úzkého otvoru. Kromě toho měla Bella tržnou ránu a pohmožděniny v ústech a pokousaný jazyk, které podle státního zástupce jsou důkazem, že bojovala o život, když ji její vlastní otec vraždil.

### Adaptace
Dne 26. ledna 2020 uvedla společnost Lifetime film s názvem Chris Watts: Zpověď vraha jako součást celovečerního filmu Vytrženo z titulků. V hlavních rolích se v něm představili Sean Kleier jako Christopher a Ashley Williamsová jako Shan'ann. Shan'annina rodina se proti filmu ohradila a uvedla, že s nimi film nebyl konzultován, a že o jeho natáčení nevěděli, dokud už nebyl ve výrobě. Uvedli také, že na něm nevydělají žádné peníze, a obávají se, že jen zvýší obtěžování na internetu, kterému byli vystaveni již dříve.
Dne 30. září 2020 společnost Netflix vydala film American Murder: The Family Next Door, dokumentární film o vraždách. Dokument obsahuje archivní záběry včetně domácích videí, příspěvků na sociálních sítích, textových zpráv a záznamů orgánů činných v trestním řízení.
Dne 16. února 2022 rocková skupina, zhudebňující kriminální případy, SKYND, zhudebnila příběh písní Chris Watts.